# 奧皮什尼亞
49°57′26″N 34°36′39″E / 49.95722°N 34.61083°E

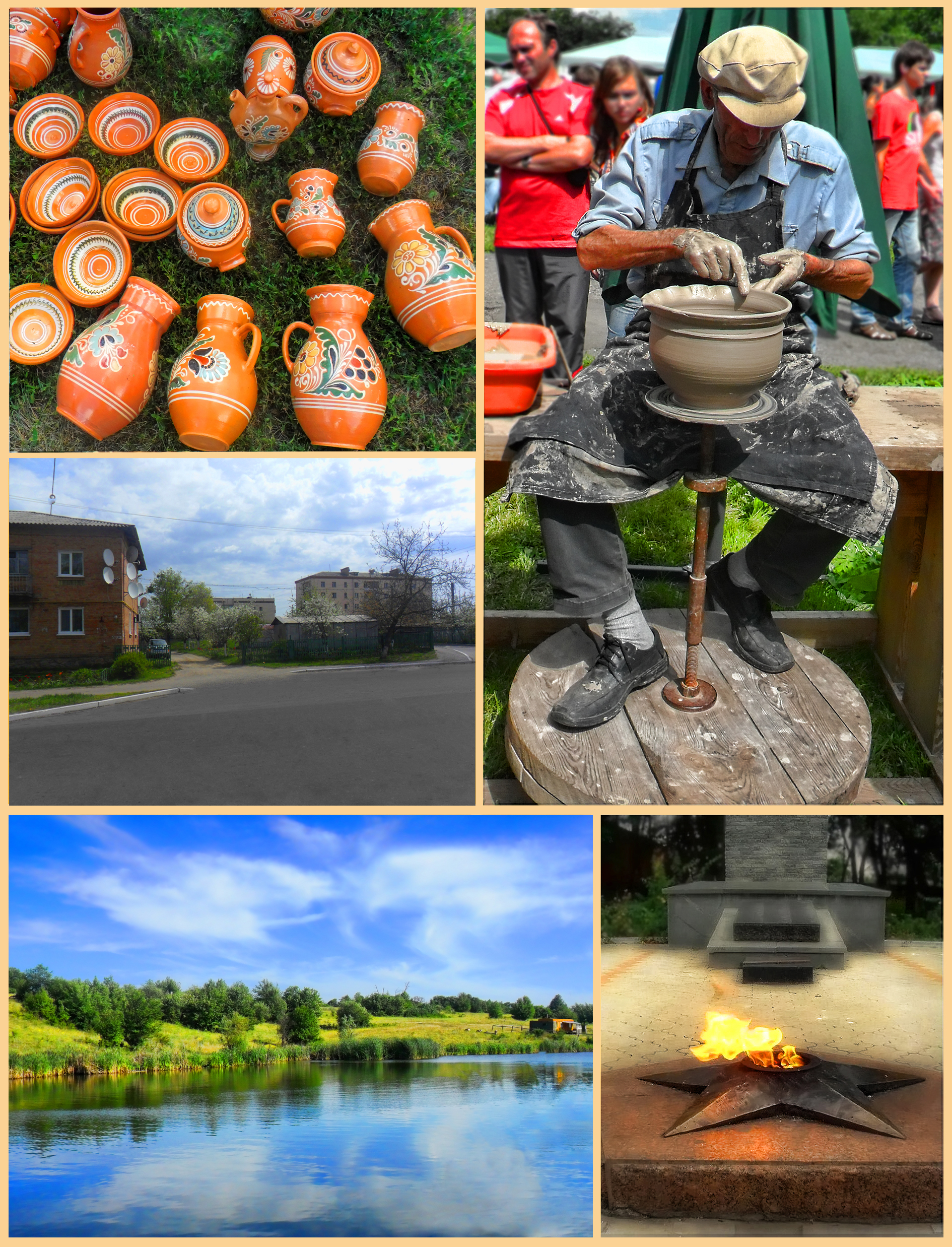

奧皮什尼亞（羅馬化：Opishnia）是烏克蘭中部波爾塔瓦州波爾塔瓦區奥皮什尼亚市镇内的鎮及其行政中心。處於沃爾斯克拉河畔，面積10.41平方公里，海拔高度208米，2014年人口5,438，人口密度每平方公里522.38人。